# All Is on My Side
All Is on My Side is een nummer van de Britse muzikant Sam Fender uit 2020.
Het nummer kent een geluid dat doet denken aan de (alternatieve) rock uit de jaren '80. Fender speelde het nummer tijdens zijn concerten. Hij zette het nooit op een album, maar bracht het wel uit op single op verzoek van zijn fans. Volgens Fender is "All Is on My Side" het oudste nummer dat hij heeft gemaakt, en was hij "een baby" toen hij het schreef. Ook zei hij dat het één van zijn favoriete nummers is om live te spelen. Het nummer bereikte alleen in België de hitlijsten, met een 19e positie in de Vlaamse Tipparade.